# Saint-Jean-lès-Longuyon
 Saint-Jean-lès-Longuyon  es una población y comuna francesa, en la región de Lorena, departamento de Meurthe y Mosela, en el distrito de Briey y cantón de Longuyon.

## Demografía
| 282 | 216 | 324 | 367 | 325 | 363 |
| Para los censos de 1962 a 1999 la población legal corresponde a la población sin duplicidades (Fuente: INSEE [Consultar]) |     |     |     |     |     |